# Surrogates
Surrogates (Substitutos no Brasil; Os Substitutos em Portugal) é um filme norte-americano de 2009 do gênero ficção científica baseado na história em quadrinhos de mesmo nome lançada entre os anos de 2005-2006. O filme é dirigido por Jonathan Mostow e possui no elenco Bruce Willis.

## Sinopse
Adaptação dos personagens em quadrinhos cuja história é passada em 2054, quando os humanos vivem em isolamento e interagem apenas e de forma indireta com robôs que são semelhantes aos humanos, mas melhor do que eles. Esses andróides substitutos fazem tudo sem que os humanos tenham de sair de casa. Nesse ambiente, um policial que há anos não pisa na rua, usa seu próprio robô susbstituto para investigar o assassinato de outros robôs cometidos por um terrorista tecnológico que pretende sabotar esse novo mundo perfeito.

## Elenco
- Bruce Willis como Tom Greer
- Radha Mitchell como Jennifer Peters, parceira do agente do FBI Tom Greer
- Rosamund Pike como Maggie Greer, esposa do agente Tom Greer
- Jack Noseworthy como Miles Strickland, um homem contratado para matar Lionel Canter
- James Cromwell como Dr. Lionel Canter, o inventor dos substitutos
- Ving Rhames como O Profeta, uma figura de culto que desdenha dos substitutos
- Boris Kodjoe como Andrew Stone, supervisor de Peters e de Greer no FBI
- James Francis Ginty como substituto Canter, um substituto que pertencia a Lionel Canter
- Trevor Donovan como substituto Tom Greer
- Michael Cudlitz como Coronel Brendon
- Devin Ratray como Bobby Saunders, o administrador do sistema informático do FBI, que controla a rede de aluguel
- Helena Mattsson como JJ, uma substituta loira sexo feminino
- Shane Dzicek como Jarod Canter, filho do Dr. Lionel Canter

## Recepção da crítica
Surrogates teve recepção mista por parte da crítica especializada. Com base de 21 avaliações profissionais, alcançou uma pontuação de 45% no Metacritic. Por votos dos usuários do site, atinge uma nota de 5.7, usada para avaliar a recepção do público.